# 木村良雄
木村 良雄（きむら よしお、1911年（明治44年） - 1942年（昭和17年）11月11日 ）は、大相撲の元十両格行司。出羽海部屋所属。本名は不明。松翁20代木村庄之助は師匠であり、養父であった。

## 概要
栃木県出身。三役格行司6代目式守与太夫（のち、20代木村庄之助）に弟子入りし、「式守良雄」の名で初土俵を踏む。1924年（大正13年）1月場所序ノ口格に就く。
1941年（昭和16年）1月場所十両格に昇進。翌1942年（昭和17年）11月11日、横綱安藝ノ海、照國一行の中支皇軍慰問大相撲の先発として長崎港から船で中国の上海港に向かう途中、乗っていた船が揚子江河口付近で被雷（機雷か魚雷によるものかは不明）したことによる沈没で死亡。31歳没。相撲協会は殉職と認定した。後日、相撲協会葬が行われた。
船名等は不明。当初は安藝ノ海、照國一行も同じ船に乗る予定だったが、長崎巡業が雨で順延になったため、良雄だけが先発として予定通りの船に乗り、事故死した。出羽錦は「もし、長崎で三日間の雨が降らず、予定通りの船に乗っていたら、今ここに集っている全員も、三十貫、四十貫の体を、僅か一枚の小さな黒枠の写真の中に納められて、良雄君と共に祭壇の上に並べられたであろう。」と著書に書いた。

## 略歴
- 1924年1月場所 - 式守良雄の名で序ノ口格に就く[1]。
- 1924年5月場所 - 式守良夫に改名。
- 1933年5月場所 - 三段目格昇進[3][5]。
- 1938年5月場所 - 幕下格昇進[3][5]、木村良雄に改名[9]。
- 1941年1月場所 - 十両格昇進[1][5]。
- 1942年5月場所 - 最終場所[1]。
- 1942年11月 - 死去。